# Халиф, Абдирисак
Абдирисак Халиф Ахмед (сомал. Cabdirisaaq Khaliif Axmed; род. Ласъанод) — сомалилендский государственный и политический деятель. Спикер Палаты представителей парламента Сомалиленда с 3 августа 2021 по 11 июня 2023 года.

## Биография
Родился в 1967 году в Ласъаноде, Сомали. Получил начальное образование в Ласъаноде, а дальнейшее обучение проходил в другой части страны.
С 2010 по 2013 год занимал должность министра торговли Сомалиленда во время правления президента Ахмеда Силаньо.
В 2021 году во время парламентских выборов в Сомалиленде Абдирисак Халиф баллотировался в парламент от основной оппозиционной партии «Ваддани». Победил в первом туре голосования на должность спикера Палаты представителей, набрав 42 голоса и победив своего конкурента Ясина Хаджи Мохамуда из правящей «Партии мира, единства и развития», у которого было 39 голосов.
3 августа 2021 года Абдирисак Халиф Ахмед был избран спикером Палаты представителей Сомалиленда.
В июне 2023 года Абдирисак ушёл с поста с поста спикера Палаты представителей и перешёл на сторону администрации SCC-Хатумо, которая стремилась воссоединиться с Сомали в качестве автономного государства в условиях конфликта в Ласъаноде. Абдирисак был отправлен в регион, чтобы помочь в переговорах по урегулированию боевых действий, но встал на сторону лидеров SCC-Хатумо и обвинил сомалийских военных в совершении военных преступлений, за что генеральный прокурор Сомалиленда возбудил против Абдирисака судебное преследование. Он является самым высокопоставленным сомалийцем, дезертировавшим во время конфликта.